# Vijvers van Elsene
De Vijvers van Elsene (Frans: Étangs d'Ixelles) zijn twee zoetwatermeren en een park in de Brusselse gemeente Elsene.
De twee vijvers zijn de restanten van een groter aantal meren in de vallei van de Maalbeek, en zijn gelegen tussen de Abdij Ter Kameren in het zuiden en het Flageyplein in het noorden. Dit laatste plein is bovendien aangelegd in 1860 na demping van een groot aantal meren dat de Maalbeek toen kende (toen 58, nadien nog 6). De twee resterende meren liggen in een groene zone en hebben een totale gezamenlijke lengte van ongeveer 700 meter en elk een breedte van ongeveer 50 meter. Ze zijn van elkaar gescheiden door de Gedachtenissquare.
De meren en het parkje zijn populair als ontspanningsoord, hoewel contact met het water en de direct omliggende grasvelden formeel verboden zijn omwille van de aanwezigheid van blauwalgen in het water en een verhoogd risico op botulisme in de zone.
In het park bevinden zich enkele oude hoogstammige bomen zoals linden, tulpenbomen, esdoorns, platanen, treurwilgen en kastanjebomen. Daarnaast zijn er ook twee monumenten terug te vinden. Het ene stamt uit 1894 en is vervaardigd door beeldhouwer Charles Samuel voor Charles De Coster, auteur van La légende et les aventures héroiques, joyeuses et glorieuses d'Uilenspiegel et de Lamme Goedzak au pays de Flandres et ailleurs. Het andere is De Dans van Jules Herbays uit 1913. De lanen die het parkje omringen zijn bebouwd met een aantal opmerkelijke gebouwen in eclectische, art-nouveau- en art decostijl van architecten als Leon Delune, Aimable Delune, Ernest Blerot en Stanislas Jasinski.

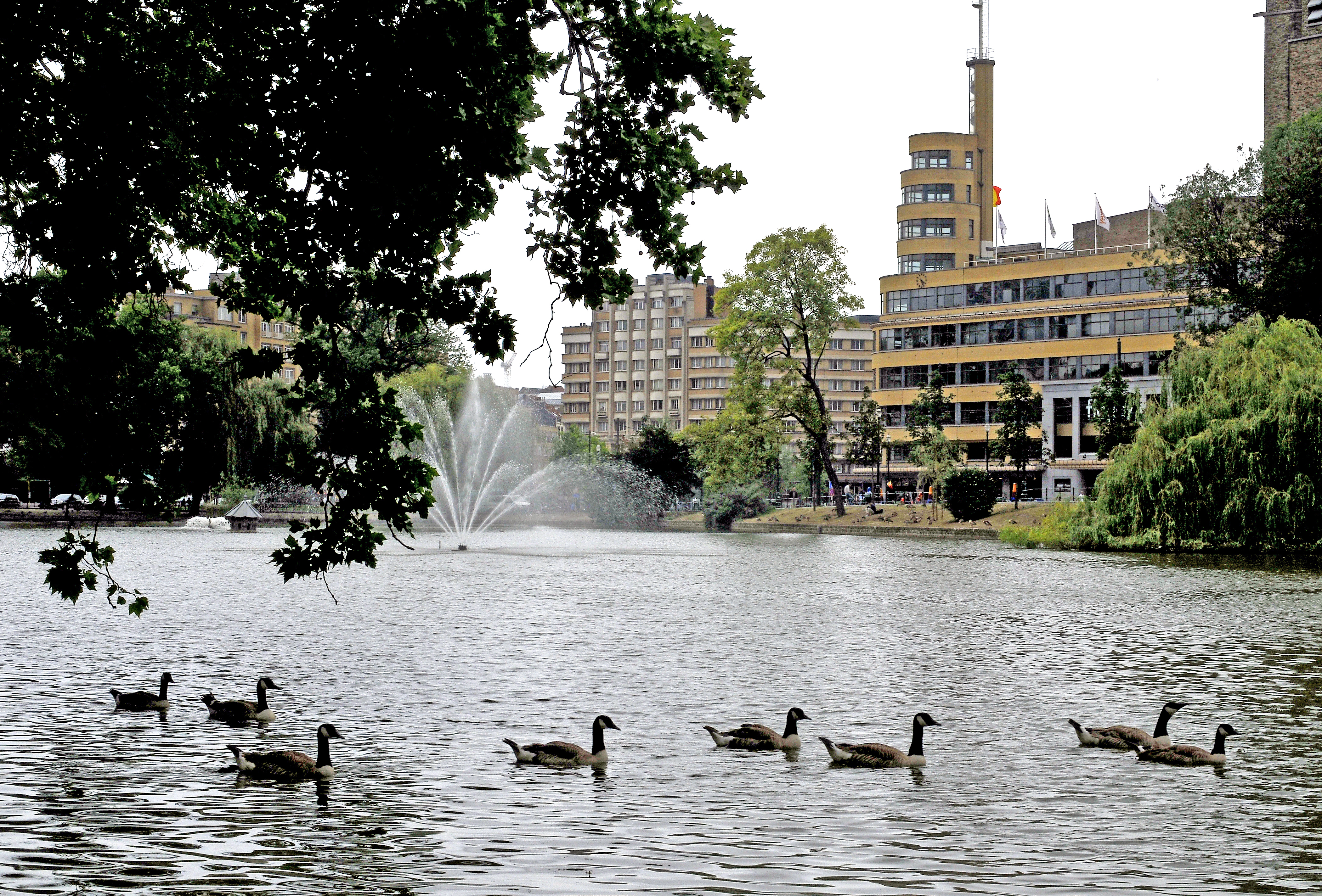
Noordelijke vijver met het Flageyplein op de achtergrond
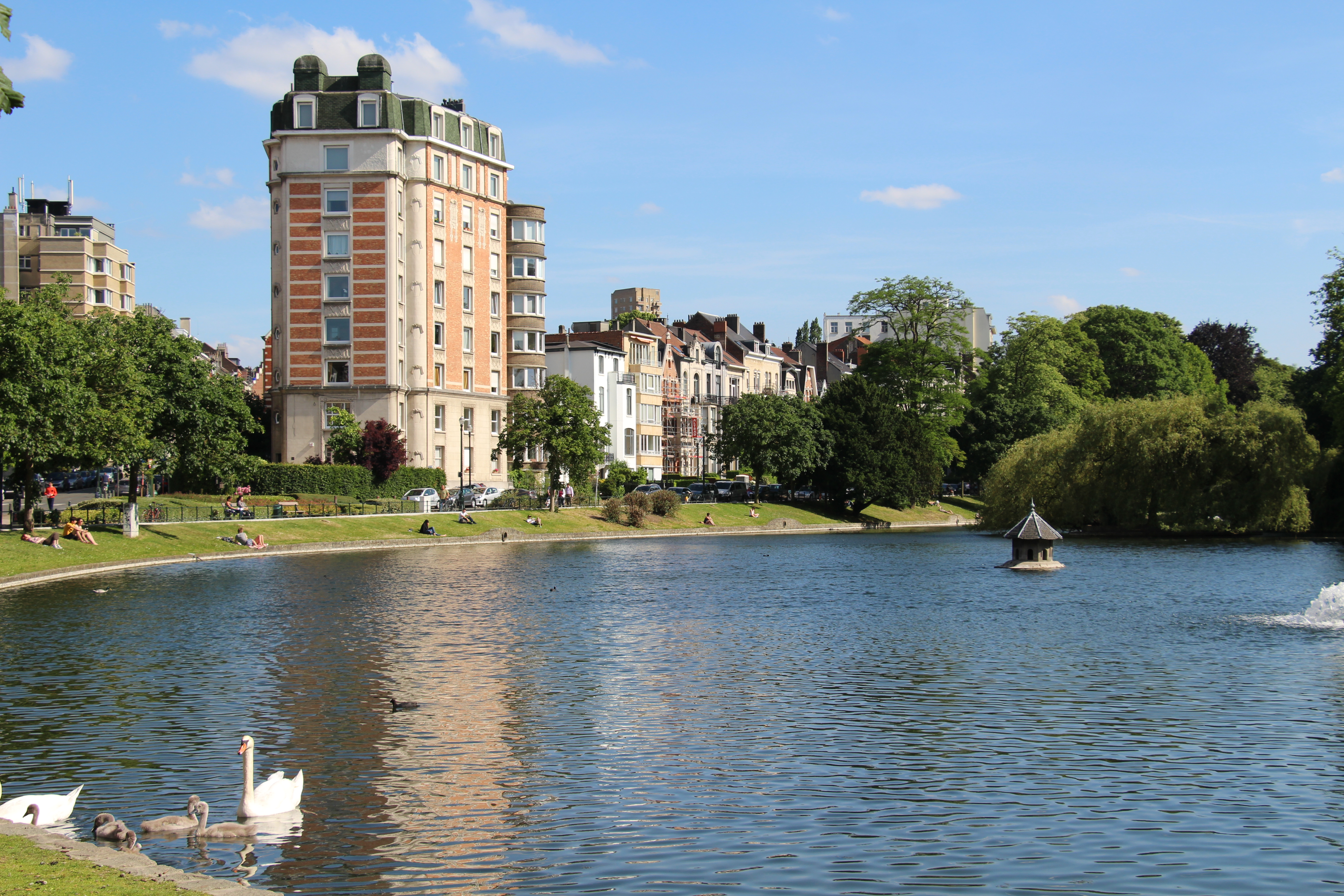
Zuidelijke vijver, in zuidelijke richting